# ジョーイ・バートン
ジョセフ・アンソニー・"ジョーイ"・バートン（Joseph Anthony "Joey" Barton, 1982年9月2日 - ）は、イングランド・マージーサイド州ノーズリー区ハイトン出身の元同国代表サッカー選手、現サッカー指導者。現役時代のポジションはMF。

## 経歴

### 生い立ち
マージーサイド州ノーズリー区のハイトンで、4人兄弟の長男として育つ。14歳の時に両親が離婚し、屋根職人の父親と共にセントジョンの祖母の家で暮らした。 憧れであるエヴァートンのユースチームに所属していたが、14歳の時に退団させられ、ノッティンガム・フォレストでトライアルを受けたが背が小さいという理由で落ちる。15歳の時にエヴァートンの元スカウトマンの目にとまり、マンチェスター・シティのトライアルに合格する。

### マンチェスター・シティ

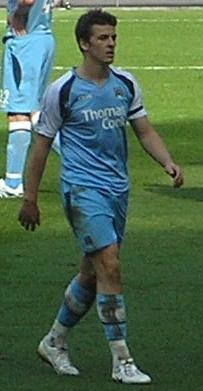
マンチェスター・シティ所属時のバートン（2006-07シーズン）

ユースチームで頭角を現し、ケヴィン・キーガン監督（当時）によって2002年11月のミドルズブラ戦でトップチームに抜擢される。しかしこの時は起用されず、翌2003年4月5日のボルトン戦でデビューを飾る。同月18日のトッテナム戦で初ゴール。一気に頭角を現し、2003-04シーズンにクラブのヤングプレーヤー賞受賞。マンチェスター・シティの若きタレントとして中盤のスタメンに定着した。また、U-21イングランド代表の招集を受け、マケドニア、ポルトガル戦に出場し1ゴールを決める。 
4年目の2005-06シーズンには憧れのロビー・ファウラーがつけていた8番を受け継ぎ、クラブの象徴的存在に成長。2006年冬にはミドルズブラ、2006年夏にはアーセナルやモナコ、2007年冬には故郷のクラブであるエヴァートンなど多くのクラブがバートンの獲得に関心を示したが、いずれも断り残留を選択した。その一方、短気な性格が災いしピッチ外での問題行動（詳細）が目立つようになる。
2007年2月、スペインとの親善試合でイングランド代表に初招集され、かつて公然と批判した相手であるフランク・ランパードとの交代で後半にピッチに登場し、代表デビューを果たした。
2006-07シーズンは、チームが残留争いに巻き込まれる中で、バートンはチーム内トップの6ゴールを挙げる活躍をみせる。ところが、2007年5月1日の練習中にチームメイトの元フランス代表MFウスマーヌ・ダボを複数回に渡って殴打し負傷させるという事件を起こす。バートンは謹慎処分を言い渡され、シーズン終了後の放出が濃厚と報道された。これを受けてニューカッスル、ウェストハム、サンダーランドが獲得に興味を示した。

### ニューカッスル
2007年6月14日、ニューカッスルに移籍。番号は7番、契約期間は5年で、移籍金は580万ポンド（約14億円）。キャプテンマークを巻いて臨んだ開幕前の練習試合で左足第5中足骨を骨折したため、開幕から出遅れて10月22日のトッテナム戦で移籍後公式戦初出場。チームが低迷する中、サポーターに対してサム・アラダイス監督へのブーイングを止めるよう働きかけるが、かえって反発を買う結果に終わった。
12月27日午前5時半、リヴァプール市内で暴行などの容疑で逮捕された。すでに他2件の容疑で保釈中の身分であったこともあり、年越しを留置場で過ごすこととなった。また、保釈後にアルコール依存症の治療を受けている。翌年5月21日、前年末の暴行事件で禁固6ヵ月の判決を受け、刑務所に収監された。6月にはウスマーヌ・ダボへ暴行を加えた事件で執行猶予4ヶ月の判決を受け、地域奉仕200時間に罰金刑を科された。サポーターからは放出を願う意見が後を絶えず、ニューカッスルも放出を検討したが、マンチェスター・シティ時代の恩師でもあるケヴィン・キーガン監督の意向もあって残留となった。
2008年7月28日、74日間の服役の後に模範囚として釈放される。相次ぐ騒動から2008-09シーズンは絶望と思われていたが、8月30日のアーセナル戦で交代出場し、ブーイングの中でピッチに復帰。9月にはウスマーヌ・ダボ殴打事件についてFAから12試合の出場停止（執行猶予付き）と2万5000ポンド（約480万円）の罰金処分を科された。出場停止が明けた後、サンダーランドとのタイン・ウェア・ダービーで戦列に復帰した。しかし、11月15日のウィガン戦でMFリー・カッターモールからタックルを受けて右ひざのじん帯を負傷した。年が明けた2009年1月のブラックバーン戦で2ヶ月ぶりに戦列復帰するが、古巣マンチェスター・シティ戦で右足第5中足骨を骨折し、再び離脱した。チームが残留を争う中、5月3日のリヴァプール戦で相手MFシャビ・アロンソに激しくタックルし一発退場になった。アラン・シアラー監督を激怒させ、クラブはバートンに対して無期限の謹慎処分を課した。

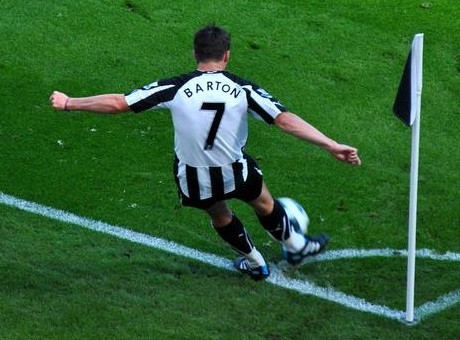
コーナーキックを蹴るバートン（2010年）

2009-10シーズンは降格したチームと共に2部で戦い、1シーズンでの再昇格を勝ち取った。翌2010-11シーズンは、数シーズンぶりに故障や出場停止による長期離脱もなく、主力としてチームを支えた。
2011年夏、ニューカッスルはバートンを放出する意向を明らかにした。バートンが自身のTwitter上でクラブの上層部を批判するつぶやきを発したことが放出の原因とも報じられた。

### QPR
2011年8月26日、クイーンズ・パーク・レンジャーズ（QPR）へ4年契約で移籍。キャプテンを任され、主に中盤の底でプレーする。2012年5月13日、1部残留がかかった2011-12シーズン最終節、古巣のシティ戦でカルロス・テベスにひじ打ちを見舞いレッドカードを受け、さらにセルヒオ・アグエロにひざ蹴り、ヴァンサン・コンパニに頭突きを食らわせた。
この大乱闘によりFAから12試合出場停止と罰金7万5000ポンド（約975万円）の処分を受けた。また、チームからは背番号とキャプテンマークを剥奪され、フットボールリーグ2（4部相当）のフリートウッドでの練習を命じられた。バートンは処分を受け入れたが、マーク・ヒューズ監督を批判し、フランスのオリンピック・マルセイユへの移籍を希望した。

### マルセイユ
2012年8月31日にステファーヌ・エムビアとの交換トレードの形でマルセイユにレンタル移籍した。イギリスで受けた出場停止処分はフランスでも適用されるため、すでに消化した3試合を除く9試合の間、フランス国内の公式戦に出場できないこととなった。9月20日、UEFAヨーロッパリーグのフェネルバフチェ戦で移籍後初出場。11月8日のボルシア・メンヒェングラートバッハ戦ではコーナーキックから直接決めるセンセーショナルなゴールで移籍後初得点を記録。定位置を掴むとリーグ戦25試合に出場した。一方で2013年2月3日のナンシー戦で退場処分も受けている。シーズン終了後はマルセイユ残留を希望すると同時に、2部に降格したレンタル元のQPRを「来シーズン彼らを助ける理由があるとは思えない」と批判した。

### イギリス復帰
2013年夏、QPRに復帰。中盤の要として昇格プレーオフを戦いぬき、チームのプレミアリーグ復帰に貢献した。ハリー・レドナップ監督は、バートンが「本当に影響力のある素晴らしい選手」で「常にフットボールのことを考えている」とし高く評価するコメントを残した。
2014年12月28日のクリスタル・パレス戦から翌2015年2月10日のサンダーランド戦まで7試合連続で警告を受け、プレミア・リーグの新記録を樹立した。シーズン終了後、契約満了により退団が発表された。
2015年8月27日、チャンピオンシップのバーンリーFCと1年契約を締結。38試合に出場し、クラブのFLチャンピオンシップ優勝に貢献した。
2016年5月24日、4シーズンぶりにスコティッシュ・プレミアシップに復帰したレンジャーズFCへ移籍。契約期間は2年間。しかし9月の練習中にチームメイトのアンディ・ハリデイと口論になったと報じられ、クラブから3週間の謹慎処分を受けた。処分明け後もリザーブチームでの調整を命じられたことへの不満から練習を無断欠席するなどの行為に及び、11月10日にクラブから契約解消が発表された。さらにレンジャーズ在籍中の2016年7月から9月にかけてサッカー賭博に関与した疑いからスコットランドサッカー協会に訴追され、1試合の出場停止処分を受けている（ただしバートンは退団しているため、次にイギリスのクラブに所属した時に適用される）。
その後、古巣のバーンリーFCのトレーニングに参加していたようで、2016年12月20日、古巣バーンリーFCへの復帰が発表された。契約期間は2016-2017シーズン一杯。2017年1月2日の対マンチェスター・シティ戦でレンジャーズ時代の出場停止処分を消化。しかしFAもバートンのサッカー賭博の調査を行っており、その調査で2004年から2016年まで恒常的にサッカー賭博に興じていたことが判明し、FAは起訴・処分を科す方針であったが、バートンは上訴している。そして2017年4月に行われた公聴会でバートンがギャンブル中毒であったことを認めたため、FAは18ヵ月間の出場停止処分と3万ポンドの罰金という処分を下したがバートンは出場停止期間については異議申し立てを行うと報じられている。
最終的に処分が確定し、クラブからも減給処分が科される。シーズン限りで契約満了によりバーンリーを退団した。

## 指導歴
賭博問題による活動停止処分が明ける2018年6月2日より、フリートウッド・タウンFCの指揮官として招聘されることが発表された。2021年1月、成績不振の責任を取り退任した。
2021年2月、ブリストル・ローヴァーズFCの監督に就任した。
2023年10月26日、成績不振を理由にクラブから解任された。

## エピソード
家庭環境

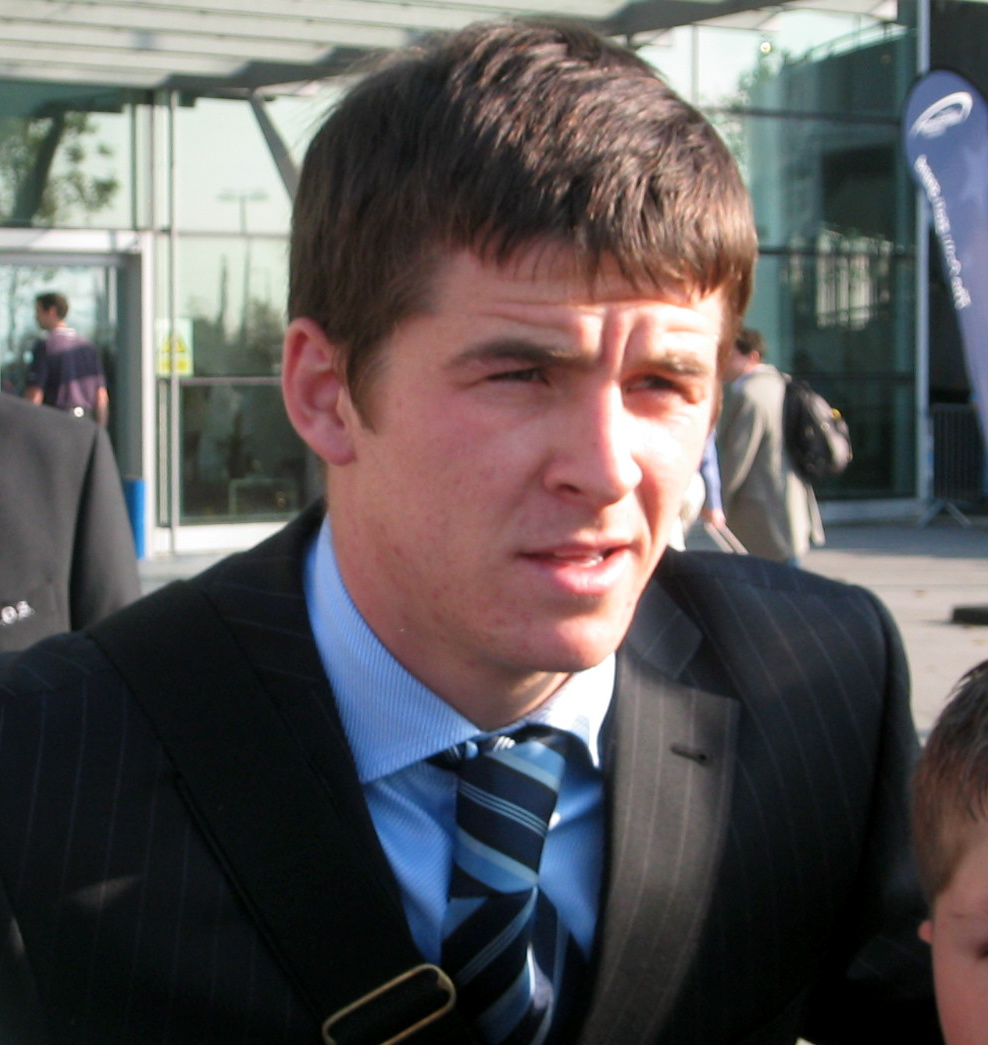
若手時代のバートン

- 育った街であるハイトンはイギリス国内で3番目に貧しい地域とされ、学校は荒廃し犯罪と薬物汚染が酷かった。少年時代に叔父の一人は殺され、もう一人の叔父も襲われて植物人間になった。また弟が殺人罪で服役している。そのような地元の荒んだ環境の中で犯罪や、ドラッグに染まらなかったのは、厳格な祖母のお陰だと語っている。
- 少年時代はエヴァートンファン。父親もセミプロでサッカーをやっていた経験があり、ノースウィッチ・ヴィクトリアFCの選手だった。
- バートンの異母弟であるマイケル・バートンが殺人事件を起した際、テレビで出頭を呼びかけた。マイケルは裁判で懲役17年8ヶ月の判決を受けている。

人物
- キャプテンシーに優れ、ピッチの内外関わらずチームを鼓舞することもバートンの重要な仕事である。ニューカッスル・ユナイテッドでの07/08シーズン後半から、チームは試合前に円陣を組んで結束をはかる光景が見られたが、その中心でバートンはいつもチームメイトに声をかけ鼓舞した。
- スポーツで恵まれない人々を助ける「セカンド・チャンス」というプロジェクトに関わり、サッカーを教えている。
- マンチェスター出身のロックバンド、ザ・スミスの大ファン。全力を尽くしてバンドの再結成のための架け橋となりたいと発言している[34]。
- イギリスの国民的ロックバンド、オアシスのノエル・ギャラガーやプロボクサー、リッキー・ハットンと仲が良い。
- フランク・シナトラを愛聴している。理由は気分をリラックスさせ、ピッチに足を踏み出すのにいいリズムを与えてくれるからだと言う。
- 座右の銘は「改善（Kaizen）」[35]。

トラブル
- 2003年のクリスマスパーティで、悪ふざけからジェイミー・タンディがバートンの高級スーツの袖に火をつけた。頭にきたバートンはタンディの左目を目がけ火のついたタバコを押し付けてあやうく失明かと思わせる火傷を負わせる。クラブは6週間分の給料没収の処置。
- 2004年7月、ドンカスター・ローヴァーズとの親善試合で、危険なタックルを相手に行い、乱闘に発展し当時のキーガン監督を激怒させた。しかしチームメイトのスティーブ・マクマナマンは「ジョーイ（・バートン）は、荒いプレーに関係なく、評価に値するに十分な素晴らしいプレーヤーだ。2、3の酷いタックルが向こうにもあったんだ。そんなことで大騒ぎするなんてナンセンスだよ。ジョーイは攻撃的なプレーヤーだけど、私にはそれが問題だなんて思えない」と擁護した。
- 2005年5月、深夜2時ごろリヴァプールで車を運転中に35歳のリヴァプールサポーターと接触。足の骨を折る怪我を負わせてしまう。
- 2005年7月22日、タイへの遠征中、バンコクのホテル内のバーで、エヴァートンサポーターの15歳の少年がバートンを蹴りつけ、それに報復。止めに入ったリチャード・ダンの手にも噛みついた。強制送還されたうえ、3万ポンド（約600万円）の罰金。さらに7日間にわたり自制に関するプログラムをクリニックで受けさせられた。クリニックにいた時間は人生が変わる経験だったと語る。
- 2006年ドイツワールドカップの後、イングランド代表が次々と自伝を書き「勝利を獲得するまで、自伝を出すべきではない。俺がチームに入ってればもっとマシになったはず」と批判した。またジェラードとランパードが中盤で共存することはできないと断言した。
- 2006年9月30日、エヴァートンとの試合後に、体に障がいを持つ味方サポーターに真っ先にかけよりユニフォームをプレゼント。その後相手サポーターの野次が聞こえてくると、笑顔でパンツを下ろし、お尻を出して応戦した。その行為が全国放送されてしまったことから公然わいせつとして警察とFAは調査。警察からはお咎めなしだったが、FAからは罰金（当時で）4400万円を科せられた。
- 2007年2月、スペインとの親善試合でイングランド代表として後半に出場。わずか12分間のプレーだったが「他の奴がもっと長い時間にやった以上のことをやったと思っている」と豪語。
- 2007年3月4日未明、リヴァプールでタクシー運転手に暴行を加えた容疑で逮捕されたが、これは無罪になった。
- 2007年、所属するマンチェスター・シティが残留争いに巻き込まれ、クラブの補強を非難。クラブはバートンにインタビューを受けることを禁止した。イライラが募ったのかその年の5月には、練習中にチームメイトのウスマーヌ・ダボの顔面を複数回に渡り殴打し、網膜に傷を負わしている。この罪で1年後に執行猶予4ヶ月、地域奉仕200時間、3000ポンドの罰金を課せられた。
- 2007年9月、怪我で試合に出られないので、子供の時に仲間とよくやっていた釣りに出かけて大いに楽しんだ模様。
- 2007年12月27日、バートンはリヴァプール市内で口論となった16歳の少年に20発近い殴打を浴びせ、歯などを折る怪我を負わせた。ひどく酔った状態での犯行で、この罪により禁固6カ月。2008年5月20日から74日間服役した。
- 刑務所ではかなりの模範囚だったようだ。所内では当初清掃の仕事を任されたが、それを拒否し溶接工の仕事を得た。これはかなり気に入ったらしくめきめきと腕をあげ、楽しんでやっていた模様。後にフィットネスのトレーナーの仕事も得た。
- 2008年8月30日、アーセナルとのアウェイゲームで、出所後4カ月ぶりにピッチに立ったが、89分にバートンが交代で登場すると割れんばかりの大ブーイングがスタジアムを包んだ。ピッチに入ってすぐアーセナルのMFサミル・ナスリ に強烈なスライディングタックルをお見舞い。ナスリは前のめりに勢いよく転倒。ナスリはボールを追いかけるバートンに対し、後ろからさりげなく蹴って報復し、イエローカードをもらう。試合後、ナスリの報復に対しキーガン監督がアーセナルの主将ウィリアム・ギャラスやナスリ本人に激しく抗議するひと波乱があった。
- 2008年9月3日、練習帰りに車でバス専用車線を走行、信号無視する姿が目撃され議論を呼ぶ。
- 2008年10月、滅多にメディアに出たがらないが、珍しく多くのインタビューに答えてこれからの人生の抱負を語った。その中でも「自分のような落ちこぼれでも、やればできる、不良たちのお手本になりたい」と言った発言が大々的に報道される。
- 2008年10月25日、サンダーランドAFCとのタイン・ウェア・ダービーで出場停止から解禁されたが、サンダーランドサポーターからはウォームアップしている最中にコインを投げつけられたり、ブーイングを浴びせられた。バートンはトレーニングウェアのクラブエンブレムにキスして反撃。飛んできたコインは涼しい顔で返した。
- 2008年10月28日、ウェスト・ブロムウィッチ・アルビオンFCとのホームゲームで、開始9分にPKを得たニューカッスル。PKキッカーは決まっていたが、それを無視し、バートンは自らボールをセットし蹴って決めてしまう。ゴール後は胸を叩いてサポーターに駆け寄り喜びをアピール。その後「このゴールは俺ががっかりさせちまったファンや全ての人々に捧げる。他にも蹴りたい奴はいたけど、どうしても俺がやりたかった」と語った。
- 2008年11月3日、アストン・ヴィラFCとのゲームで、あきらかにガブリエル・アグボンラホールのファウルだったが、バートンがファウルをしたという判定に激怒。アグボナラホーに詰め寄り、唇辺りを軽く叩いてしまった。マスコミは一斉に「人種差別的言動をした！！」とバートンを叩きはじめ、FAは暴力行為があったと認められた場合、6試合の出場停止を課すこともできたが、試合後のビデオチェックでお咎めなし。アグボナラホー本人も特にFAへ訴えることもなく、話は収束へ。ニューカッスルのヒュートンコーチは今回の件について「ジョーイに関する事件は、他のプレーヤーでも当然ありそうなことなのに、ジョーイの場合だと話が大きくなってしまう・・・」と嘆いた。
- 2009年1月、運転資格がないにも関わらずニューカッスル市内を愛車で走っているところ目撃され、750ポンドの罰金を課せられた。
- 2009年1月、古巣マンチェスター・シティ戦で、右足の第5中足骨を骨折し負傷交代。スタッフに付き添われロッカールームに戻る途中、失望と怒りの余りスパイクを思い切り目の前のドアに向かって投げつけた。
- 2009年1月26日付で英タイムズ誌が発表した【現代フットボールに不要なものベスト50】の32位に堂々とランクインした。内容は、倒れている相手に蹴りをいれるような奴は要らない。Googleで【ジョーイ・バートン　クズ】と、検索してみなさい。30,500件もヒットする！！というもの。
- 2009年2月、ホームでのエヴァートンFC戦では怪我をしているにも関わらずチームウェアを着てベンチ入り。バートンの存在に気づいたエヴァートンを率いるデイヴィッド・モイーズ監督は握手を求めに行き、バートンも笑顔で握手に応えた。
- 2009年4月、ロンドンのキングスクロスからケンブリッジへの旅行中に、切符を買わずに電車に乗って駅員に捕まる。￡30.60の切符を持っていなくて、￡61.20の罰金。しかしメディアは捕まった時に、バートンが文学を読んでいたことに注目。イギリス各誌は【バートンは読めるのか！？】という辛辣な見出しをつけて、事件を報道。バートンのスポークスマンは事件について「ジョーイ（バートン）は切符を買う暇がなかったんだ」とコメント。
- 2009年4月、引退後を視野に入れてか競馬に関するビッグビジネスに興味を持っていることが明らかになる。
- 2009年5月、アウェイのリヴァプールFC戦でスタメン出場したが、後半32分にスティーヴン・ジェラードのクロスを、ライン際でキープしたシャビ・アロンソに対し背後から強烈なスライディングタックルをする。バートンはボールを狙ったんだとアピールしたが、審判は迷うことなくレッドカードを提示。シャビ・アロンソは担架で運ばれ、バートンを欠いたニューカッスル・ユナイテッドは0-3で敗戦。降格の危機はより一層濃厚になった。試合後、バートンはアロンソに謝罪したが、このタックルに対して、アラン・シアラー監督は激怒し、バートンとドレッシングルームで取っ組み合いの罵り合いにまで発展。クラブはバートンに対して、無期限の謹慎、シーズン残りの全試合の出場停止となった。これにより降格の危機に直面しているニューカッスルは、残り試合をバートンなしで戦うことを余儀なくされた。
- 2009年7月、複数のクラブがバートン獲得に乗り出したが、本人は生まれ故郷であり、憧れのクラブでもあるエヴァートンからオファーが来ない限り、残留する意向を示した。
- 2009年8月、09/10シーズンの開幕戦をベンチスタートになったのは、チームメイトと大喧嘩したためとの報道が出たが、バートンのスポークスマンは事実無根と否定。
- 2010年11月、ホームのブラックバーン・ローヴァーズFC戦、審判へ抗議に行こうとした際、相手MFモアテン・ガムスト・ペデルセンの肩が自分にかすったことに激怒し、ペデルセンのみぞおちにパンチを見舞った。[36]
- 2011年2月、アーセナル戦で、アブー・ディアビに対しタックルを見舞う。これに激怒したディアビは、バートンの首根っこをつかみ、そのまま突き飛ばした。このプレーでディアビは退場、その後、ニューカッスルは4点ビハインドの状態から追い付いた。[37]
- 2011年8月、2011-12シーズン開幕戦のアーセナル戦で、相手FWジェルビーニョがペナルティエリア内で転倒。これをダイブ行為だと判断し激怒したバートンは、ジェルビーニョのユニフォームをつかみ、無理やり引き起こした。しかし、逆にこの行為にジェルビーニョが激昂。もみ合いの末ジェルビーニョの手がバートンの左頬から頭にかけてに当たり、バートンは倒れ込んだ。この一連のプレーでジェルビーニョは1発退場。バートンはイエローカードで済んだ。なお、このゲームはジェルビーニョにとってプレミアデビュー戦だった。
- 2012年5月13日、所属するクイーンズ・パーク・レンジャーズの一部残留がかかった最終節のマンチェスター・シティ戦で、後半早々にプレーとまったく関係のないところで相手FWカルロス・テベスに対しひじ打ちをしレッドカードを提示される。さらにその直後判定に対する腹いせとばかりセルヒオ・アグエロを膝で蹴り上げ、怒って詰め寄ってきたヴァンサン・コンパニに頭突きを見舞い、両入り乱れる乱闘騒ぎを起こし、関係者に連れられて退場した。この一連の行為に対し、リーグはバートンに12試合出場停止処分を下した。バートンはシーズン後、キャプテンと背番号をはく奪され、さらにQPRからは無償で放出する方針を明らかにされ、処分を受け入れつつも退団を申し出た。しかし、マーク・ヒューズがそれを拒否したため監督をツイッター上で批判した。結果的に希望していたマルセイユへのローン移籍が決まるが、12試合の出場停止処分が消化されておらず、移籍先のマルセイユでの処分継続となった。
- Twitterではニーチェの言葉を引用するなど哲学的なツイートをしてたびたび話題になっている。本人によると仏教に関する本を多く読んでいるという。[38]またサッカー選手の中ではフォロワーも多い。
  - かつての指揮官アラン・シアラーが自身を批判してきた際にはツイッターで「確かにお前は素晴らしい選手だった。だけど、俺のほうがまともな髪型をしているし、TVに出るときにはもっとマシなシャツを着ているし、人間的にまともだな。」とつぶやいた。それに対してのギャリー・リネカーの名指しでのつぶやきに対しても「また紳士気取り？。カラのクローゼットでもチェックしていればいいんだ。さっさと石の下にでも帰るんだなカエル野郎」と猛反撃を喰らわせた。[39]
  - 2013年1月23日に行なわれたキャピタルワン・カップ準決勝スウォンジー・シティFCvsチェルシーFC戦においてチェルシーFCのMFエデン・アザールがボールボーイを蹴ったとされる問題では、「アザールはボールを取り返そうとしただけなのに、おそらくボールボーイを蹴ったという罪で処罰されるだろう。それなら、思いっきり蹴っときゃよかったのに」という趣の内容をつぶやき、話題となった。ちなみにその後「勘違いされたら困るが、子どもをボールのように蹴るのには反対だ」と言っている。なおバートンはその前の年にアグエロを蹴り上げて処分されている。[39]
  - 2013年4月、パリ・サンジェルマン所属でブラジル代表DFチアゴ・シウヴァが、以前ネイマールを批判したバートンに「彼は偉大な選手を非難することを楽しんでいる」と反論したことに対して、バートンは「女々しいやつ」「性転換者」などといった辛辣な言葉で非難。PSG側から法的処置をとると警告を受け、所属クラブであるマルセイユが謝罪する事態となった。[40]
  - チームメイトのアンドレ＝ピエール・ジニャックと仲が良く、Twitterでユニークな会話を繰り広げている。
- 2013年9月、哲学を学ぶためローハンプトン大学へ通いニュースになった。
- 2013-14シーズンのバーンリーFC戦でサポーターからコーラのボトルを投げられた[41]。
- 2014年のオフ、BBCの政治討論番組に「サッカー界の哲学王」として招待され、独立党の躍進について「ブス4人からマシなのを選んだ。それがあんたらだ」と女性議員の前で揶揄し議論はヒートアップ。女性議員から「失礼ね。サッカー選手は足に脳味噌があるのよ」と反論された。後に自身の発言を「失礼だった」と謝罪したが、「サッカー選手の脳が足にあるってのは俺の言ったどの発言より失礼な発言だ」と言い返した。また番組については「ブスな鳥がいないならまた出たいね」とツイートした。[42]
- 2014－15シーズン、19節から25節まで7試合連続でイエローカードを受けるプレミアリーグ新記録を樹立。試合後の自身のツイッターで25節の対戦相手であるサンダーランドに勝利した感想を「勝利というものはいつだって良いものだ。特に相手が“5nder1and”なら尚更だな」とかつてニューカッスルに所属した際にチームがサンダーランドに5-1で勝った際の結果を造語にして挑発するコメントを残した[43]。さらに26節のハル・シティ戦では、味方のファールに対しての判定に異議を申し立てるトム・ハドルストーンの股間にパンチを繰り出しレッドカードを受ける。
- 2016年9月、練習中にチームメイトのアンディ・ハリデイと口論になったと報じられ、クラブから3週間の謹慎処分を受けた。それが原因でわずか半年でレンジャーズFCを追われることとなった。
- 2004年から2016年にかけて1260回にも及ぶサッカー賭博を行っていた。バートン自身もギャンブル中毒であったことを認めており、これによりスコットランドサッカー協会から1試合の出場停止処分、FAから18ヵ月間の出場停止処分を受けた。
- 2021年7月、バートンは1ヶ月前(2021年6月)にロンドンのキューにある住所にて女性を殴打し起訴される[44]。検察が被害者とされる人物を証人として召喚しない為、バートンが公正な裁判を受けることが不可能であるという理由で、事件は2022年10月31日に棄却された[45]が、その後検察側の控訴により取り消され[46]、2025年3月、バートンは暴行罪で有罪となり、12週間の執行猶予付きの実刑判決を言い渡された[47]。
- BBCの番組司会を務めるなど、テレビおよびラジオの司会者兼ジャーナリストであるジェレミー・ヴァインはバートンを名誉毀損で訴え、2025年5月には高等裁判所の裁判官は名誉毀損にあたると裁定した[48]。和解の際、バートンは75,000ポンドの損害賠償とヴァインの訴訟費用の支払いを申し出た[49]が、ヴァインは、その後もバートンからさらに中傷的な発言を受けており、これに関しては別の法的手続きが続いていると述べたている[50]。ヴァインからの名誉毀損の請求を解決する為に、バートンは追加で35,000ポンドの支払いを命じられた[51]。
- 2024年1月、ITVはバートンがエニオラ・アルーコとルーシー・ウォードを「サッカー解説者におけるフレッド・ウェストとローズ・ウェスト」と呼んだことに対して非難する声明を発表した[52]。2024年7月、バートンは同年1月1日から18日にかけてアルーコに関するXでの悪質な投稿によって起訴された[53]。バートンは自身のXで、アルーコがイングランド代表の試合の解説者として起用されたのは「多様性とインクルージョン枠」の為だけであり、解説者としては相応しくないと投稿し、アルーコと共に解説者として活動しているウォードを並べ立ててイギリスの連続殺人犯であるフレッド・ウェストとローズ・ウェストになぞらえていた[54]。2024年12月には追加起訴されている[55]。2025年4月9日、アルーコはバートンに対する高等法院での名誉毀損請求の第一段階で勝訴した[56][57]。

## 個人成績

### クラブ
2012年1月31日現在
| シーズン   | クラブ                 | リーグ             | リーグ | リーグ | FAカップ | FAカップ | フットボールリーグカップ | フットボールリーグカップ | ヨーロッパ | ヨーロッパ | 合計 | 合計 |
| シーズン   | クラブ                 | リーグ             | 出場   | 得点   | 出場     | 得点     | 出場                     | 得点                     | 出場       | 得点       | 出場 | 得点 |
| ---------- | ---------------------- | ------------------ | ------ | ------ | -------- | -------- | ------------------------ | ------------------------ | ---------- | ---------- | ---- | ---- |
| 2002–03    | マンチェスター・シティ | プレミアリーグ     | 7      | 1      | 0        | 0        | 0                        | 0                        | 0          | 0          | 7    | 1    |
| 2003–04    | マンチェスター・シティ | プレミアリーグ     | 28     | 1      | 4        | 0        | 2                        | 0                        | 5          | 0          | 39   | 1    |
| 2004–05    | マンチェスター・シティ | プレミアリーグ     | 31     | 1      | 1        | 0        | 1                        | 1                        | 0          | 0          | 33   | 2    |
| 2005–06    | マンチェスター・シティ | プレミアリーグ     | 31     | 6      | 5        | 0        | 0                        | 0                        | 0          | 0          | 36   | 6    |
| 2006–07    | マンチェスター・シティ | プレミアリーグ     | 33     | 6      | 4        | 1        | 1                        | 0                        | 0          | 0          | 38   | 7    |
| クラブ合計 | クラブ合計             | クラブ合計         | 130    | 15     | 14       | 1        | 4                        | 1                        | 5          | 0          | 153  | 17   |
| 2007–08    | ニューカッスル         | プレミアリーグ     | 23     | 1      | 0        | 0        | 0                        | 0                        | 0          | 0          | 23   | 1    |
| 2008–09    | ニューカッスル         | プレミアリーグ     | 9      | 1      | 0        | 0        | 0                        | 0                        | 0          | 0          | 9    | 1    |
| 2009–10    | ニューカッスル         | チャンピオンシップ | 15     | 1      | 0        | 0        | 0                        | 0                        | 0          | 0          | 15   | 1    |
| 2010–11    | ニューカッスル         | プレミアリーグ     | 32     | 4      | 1        | 1        | 2                        | 0                        | 0          | 0          | 35   | 5    |
| 2011–12    | ニューカッスル         | プレミアリーグ     | 2      | 0      | 0        | 0        | 0                        | 0                        | 0          | 0          | 2    | 0    |
| クラブ合計 | クラブ合計             | クラブ合計         | 81     | 7      | 1        | 1        | 2                        | 0                        | 0          | 0          | 84   | 8    |
| 2011–12    | QPR                    | プレミアリーグ     | 31     | 3      | 1        | 0        | 0                        | 0                        | 0          | 0          | 32   | 3    |
| クラブ合計 | クラブ合計             | クラブ合計         | 31     | 3      | 1        | 0        | 0                        | 0                        | 0          | 0          | 32   | 3    |
| 合計       | 合計                   | 合計               | 242    | 25     | 16       | 2        | 6                        | 1                        | 5          | 0          | 267  | 28   |